# Wolf Christian Ludwig von Gersdorff
Wolf Christian Ludwig von Gersdorff (* 23. September 1765 in Kieslingwalde; † 25. Januar 1832) war ein preußischer Major und Landrat.

## Leben

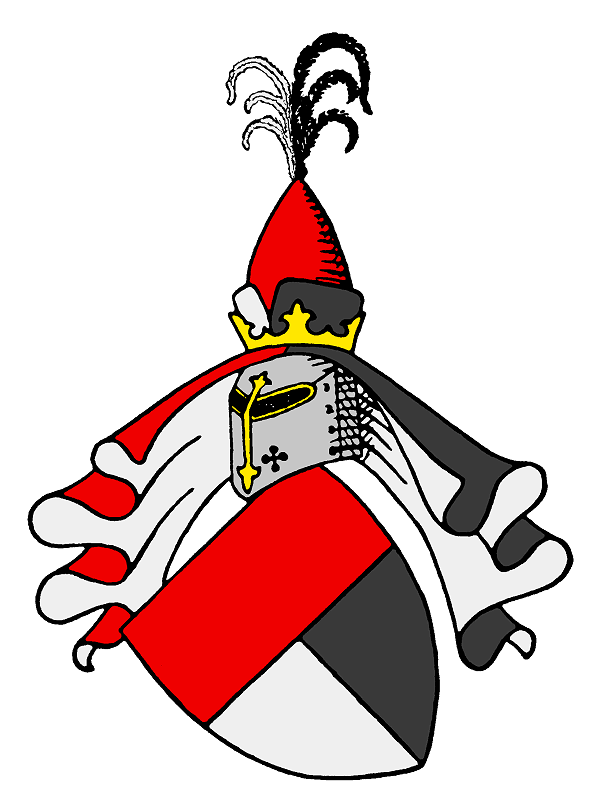
Stammwappen derer von Gersdorff

Wolf Christian Ludwig von Gersdorff war Angehöriger des Adelsgeschlechts Gersdorff. Er war ein Sohn von Karl Gottlob von Gersdorff (1731–1787) und dessen Ehefrau Henriette Sophie Eleonore (1730–1780), geb. von Nostiz. 

## Werdegang
Wolf Christian Ludwig von Gersdorff war königlich sächsischer Kammerjunker und preußischer Major.  Im Jahr 1816 wurde er zunächst vorläufig und 1817 endgültig zum ersten Landrat des Landkreises Görlitz ernannt. Das Amt als Landrat übte er bis zum Jahr 1832 aus, Nachfolger wurde Friedrich Georg Henning von Oertzen.

## Persönliches
Wolf Christian Ludwig von Gersdorff war Erbherr auf Obersohland (Obersohland II  von 1789 bis 1793), Ober Oertmannsdorf und Steinbach.

## Familie
Wolf Christian Ludwig von Gersdorff war seit dem 17. Oktober 1793 mit Charlotte Friederike Dorothea Auguste (1776–1826), geb. von Wiedebach, verheiratet. Ein Sohn aus dieser Ehe war der preußische Generalleutnant Hermann Konstantin von Gersdorff (1809–1870). Die Tochter Bianca Selma Louise Rudolfine († 4. November 1874) war seit 1834 mit Karl Friedrich Alexander von Wiedebach verheiratet.